# Campionat d'escacs de Bòsnia i Hercegovina
El Campionat d'escacs de Bòsnia i Hercegovina és el torneig d'escacs que se celebra per determinar el campió nacional d'escacs de Bòsnia i Hercegovina. Es va organitzar per primer cop el 2005 per la Federació d'escacs de Bòsnia i Hercegovina, més de deu anys després de la seva independència de Iugoslàvia.
En la primera edició hi participaren sis jugadors bosnians i sis de Sèrbia i Montenegro, i estigué marcada per l'absència dels millors jugadors bosnians, com Borki Predojević, Bojan Kurajica i Emir Dizdarević.
A la segona edició, el 2006, hi parciciparen 10 jugadors bosnians i dos de Sèrbia i Montenegro. A l'any següent, en la tercera edició, ja hi participaren només jugadors bosnians, i amb la presència de Borki Predojević i de Predrag Nikolić, fou un torneig molt més fort que els anteriors.
La 4a edició es va celebrar entre el 31 de gener i el 7 de febrer de 2010. El GM Bojan Kurajica, principal favorit, va començar molt fort, fent 4½ punts de cinc partides, però a continuació es va esfondrar i va permetre que l'MI Željko Bogut, campió de 2006, l'atrapés en el primer lloc, acabant tots dos amb 6½ punts. En Bogut va obtenir el títol per millor desempat, i també una norma de GM.

## Quadre d'honor
| # | Any  | Ciutat        | Campió             |
| - | ---- | ------------- | ------------------ |
| 1 | 2005 | Brčko         | Milan Vukić        |
| 2 | 2006 | Vitez         | Željko Bogut       |
| 3 | 2007 | Sarajevo      | Predrag Nikolić    |
| 4 | 2010 | Široki Brijeg | Željko Bogut       |
| 5 | 2011 | Cazin         | Emir Dizdarević    |
| 6 | 2012 | Neum          | Emir Dizdarević    |
| 7 | 2013 | Cazin         | Dennis Kadrić      |
| 8 | 2014 | Zenica        | Dalibor Stojanović |
| 9 | 2016 | Lukavac       | Goran Trkulja      |